# David Fiuczynski
David "Fuze" Fiuczynski, född 1964 i Newark i New Jersey, är en amerikansk gitarrist som har spelat på mer än 95 olika skivor som musiker, bandledare eller bandmedlem. Fiuczynski är mest känd som ledare av bandet Screaming Headless Torsos och David Fiuczynskis KiF, och även känd som medlem i Hasidic New Wave.
Han är född i USA men när han var 8 år så flyttade familjen till Tyskland och där förblev de tills David fyllt 19. Han återvände då till USA för att studera på Hampshire College och senare på New England Conservatory. Efter att ha bott i New York i mer än 10 år, så bor han numera i Massachusetts och är fulltidsprofessor på Berklee College of Music i Boston.
Fiuczynski medverkande på albumet Come Together: Guitar Tribute To The Beatles Vol. 2 som är en hyllning till The Beatles. På albumet medverkar även gitarristerna Robben Ford och Wayne Krantz.

## Diskografi

### Screaming Headless Torsos
- 1995 – 1995
- 2001 – Live!!
- 2005 – 2005
- 2006 – Choice Cuts

### Soloalbum
- 1994 – Lunar Crush (med John Medeski)
- 2000 – JazzPunk
- 2001 – Amandala (med David Fiuczynski's Headless Torsos)
- 2002 – Black Cherry Acid Lab
- 2003 – KiF (med Rufus Cappadocia)
- 2006 – Boston T Party (med Dennis Chambers, T. Lavitz och Jeff Berlin)